# Thereva seminitida
Thereva seminitida är en tvåvingeart som beskrevs av Becker 1909. Thereva seminitida ingår i släktet Thereva och familjen stilettflugor. Inga underarter finns listade i Catalogue of Life.